# Sinosuthora conspicillata
El picoloro de anteojos (Sinosuthora conspicillata) es una especie de ave paseriforme de la familia Sylviidae endémica de China. 

## Descripción
El picoloro de anteojos es un pájaro pequeño, que mide alrededor de 14 cm de largo, incluida su larga cola. Su cuerpo es de tonos pardos, algo oliváceos en las partes superiores, y con el píleo y nuca castaños. Alrededor de los ojos presenta un aro blanco que contrasta con sus ojos oscuros. Su pico es blanquecino amarillento y con la forma característica de los picoloros: corto, robusto y con la mandíbula superior curvada hacia abajo similar al de los loros.

## Distribución y hábitat
Se encuentra en los bosques del interior de China, en los montes al este de la meseta tibetana.